# Nimet Özgüç
Nimet Özgüç (Adapazarı, 15 maart 1916 – 23 december 2015) was een Turkse archeologe. 
Zij voltooide haar opleiding in Oude Geschiedenis in Ankara in 1940 en trouwde met haar schoolvriend, eveneens archeoloog Tahsin Özgüç.
Zij behaalde haar doctorstitel in 1944, werd docent in 1949 en professor in 1958. Het echtpaar werkte aan de opgraving van Karahöyük in de buurt van  Erzincan Altintepe. Van 1962 tot 1989 werkte zij aan de opgravingen van Acemhöyük en van '78-'89 aan de noodopgraving van Samsat, een plaats die overstroomd ging worden door de aanleg van de Atatürkdam. Ze ontdekte dat deze plek een van de eerste Sumerische nederzettingen was. In 1984 ging zij met emeritaat van de Universiteit van Ankara.
- Bibsys: 90177504
- Bibliothèque nationale de France: cb128726937 (data)
- Gemeinsame Normdatei: 1029622035
- International Standard Name Identifier: 0000 0000 7835 4985
- Library of Congress Control Number: nr93028886
- Nationale Bibliotheek van Israël: 987007285827005171
- Nederlandse Thesaurus van Auteursnamen: 068944535
- Réseau des bibliothèques de Suisse occidentale: 02-A006418718
- Système universitaire de documentation: 074490621
- Virtual International Authority File: 62593724
- WorldCat: E39PBJf4hwdgBdyp3XTKgymGHC